# 668. grenadirski polk (Wehrmacht)
668. grenadirski polk (izvirno nemško 668. Grenadier-Regiment; kratica 668. GR) je bil pehotni polk Heera v času druge svetovne vojne.

## Zgodovina
Polk je bil ustanovljen 15. oktobra 1942 in dodeljen 370. pehotni diviziji.
Avgusta 1944 je bil polk uničen.